# Locquirec
Locquirec è un comune francese di 1 505 abitanti situato nel dipartimento del Finistère nella regione della Bretagna.

## Società

### Evoluzione demografica
Abitanti censiti